# Fato

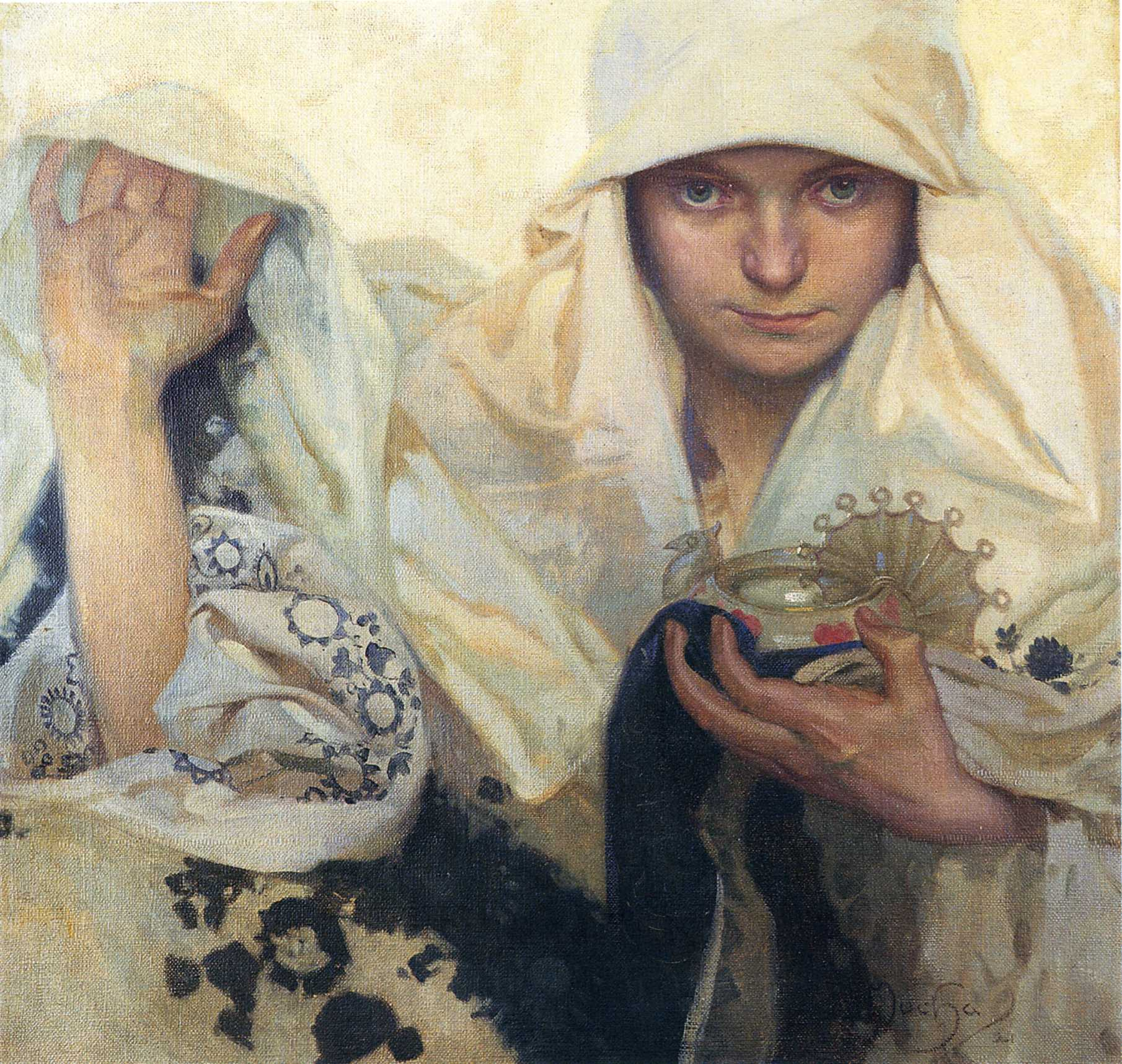
Fato, dipinto di Alfons Mucha (1920)

Fato è un termine derivato dal verbo latino fari che significa "dire", "parlare" e quindi fatum, participio passato neutro che vuol dire "ciò che è detto" o "la parola detta (dalla divinità)" a cui ci si deve adeguare e alla quale è inutile tentare di sottrarsi:
Nella mitologia romana, anche Giove doveva sottostare al Fato (simbolizzato dalle Parche, sue figlie). Lo stesso nella mitologia greca, con Zeus e le moire. Idem nella mitologia norrena, con Odino e le norne.

## Fato, destino e causalità
Nel linguaggio comune moderno il termine è stato sostituito da quello di destino, che nell'antichità però differiva nel suo significato da quello di fato. Questo, infatti, indica l'essere sottoposto a una necessità che non si conosce, che appare casuale e che invece guida il susseguirsi degli eventi secondo un ordine non modificabile.
Il destino invece può essere cambiato poiché esso è inerente alle caratteristiche umane: «faber est suae quisque fortunae» (ciascuno è artefice della propria sorte). L'unico artefice del proprio destino è dunque l'uomo stesso: questa concezione, ricorrente nella mentalità romana, si contrappone all'idea del fato, dominante nel mondo greco, che implica spesso rassegnazione e passività di fronte al corso necessitato degli avvenimenti. L'uomo romano si considera invece responsabile protagonista delle sue azioni e della lotta contro il bisogno e la miseria.
Il concetto di fato inoltre va distinto da quello di determinismo, per cui in natura nulla avviene a caso, ma tutto accade secondo ragione e necessità. Il determinismo dal punto di vista ontologico indica quindi il dominio incontrastato della necessità causale in senso assoluto, giudicando quindi nel contempo inammissibile l'esistenza del caso.
Il determinismo dei cosiddetti compatibilisti però afferma che la catena immodificabile degli eventi è immanente alle cose umane e quindi indagabile e conoscibile attraverso un'analisi razionale che renda possibile l'azione del libero arbitrio.

## Fato e provvidenza
Il concetto di fato appare definito soprattutto nella corrente filosofica dello stoicismo, che lo concepisce come regolatore della vita dell'uomo e ordinatore della natura.
Nello stoicismo, in particolare quello di Cleante, il corso inesorabile e causale degli avvenimenti stabilito dal fato (εἰμαρμένη) potrà essere modificato dall'intervento provvidenziale (πρόνοια) degli dei.
Destino e provvidenza, quindi, nella visione stoica corrono su due binari paralleli poiché ambedue sono immanenti alla realtà umana.
Nelle opere di Cicerone e Seneca il termine latino di "providentia" è ancora collegato al significato di "pre-vedere". L'uomo, cioè, nonostante il fato preordini la sua vita, può liberamente agire pre-vedendo il proprio destino, magari ricorrendo alla divinazione e alla mantica, e quindi adeguando, per evitare i mali previsti, i suoi comportamenti a quanto gli riserva il destino.
Successivamente ad opera di platonici e plotiniani la "providentia" diviene "pro-(v)videnza", ossia acquisisce quel valore di intervento divino trascendente sulle sorti umane che si ritrova nel cristianesimo.
Il cristianesimo polemizza contro la concezione della sovrana libertà dell'uomo nei confronti del fato, ritenendo necessario al libero agire morale dell'uomo, nonostante che il mondo sia stato regolato ab aeterno da Dio, il contemporaneo intervento della provvidenza.
Il pensiero di Agostino attraverserà tutto il Medioevo nei dibattiti sulla prescienza di Dio e sulla libertà dell'uomo: tema fondamentale ripreso dalla Riforma protestante a proposito del libero arbitrio.
L'antico simbolismo della Ruota della fortuna è riproposto nel De consolatione philosophiae (II, 1;  IV, 6) di Boezio, dove la dea bendata si presenta al filosofo incarcerato come una delle molteplici forze che volgono «la ruota in un cerchio capriccioso», e godono nel «portare al fondo quel che è più in alto e al sommo quel che è più in basso» perché è proprio di ciò che è creato una precaria e perpetua instabilità.
Simile alla Legge del contrappasso dantesca, la Ruota della Fortuna si presenta come una forza che innalza gli umili e che umilia i superbi, secondo una lettura salmica che spiegherebbe in parte il successo di questo simbolismo nell'arte sacra medievale.
Il neoplatonico Calcidio concepì per primo l'esistenza di una serie di potenze subordinate alla divina Provvidenza: Destino (in latino: Fatum), Natura, Fortuna, demoni che sono ministri delle anime razionali (Commento al Timeo cap. 188). Il Fato è una legge interna degli enti che li muove nella direzione del loro fine proprio naturale, creato ed essenziale. Boezio richiama questa concezione nel dualismo fra Provvidenza e Fato: la prima è eterna, immutabile, esterna alle creature e si limita a intervenire nel mondo solo in via residuale, la seconda è la legge interiore degli enti, che governa il loro divenire.
In modo parzialmente simile, Scoto Eriugena nel De divisione naturae riferisce di una legge interna degli enti creati: è una legge di movimento fisico di tipo dialettico, in due fasi cicliche: una fase di divisione dall'Uno al molteplice individuale e una fase successiva di analisi-sintesi che permette il ritorno dei singoli e molteplici individui all'unità; si tratta tuttavia di una legge ordinata e periodica rispetto al summenzionato Fato-Ruota della Fortuna, che si contrappone all'operare provvidenziale dello Spirito Santo nel mondo visibile e invisibile delle nature create. L'unione di voci contrarie le rende comprensibili come naturale dolcezza del Creatore.

## Rinascimento ed età moderna
La questione del fato tornerà ad essere dibattuta, spoglia delle speculazioni teologiche che l'avevano caratterizzata nell'epoca precedente, da Pietro Pomponazzi, il quale sostiene, seguendo la dottrina aristotelica, che il fato non esclude una certa libertà nelle azioni umane.
La problematica religiosa per Spinoza si risolve in modo assolutamente originale nella sua concezione della Natura determinata dalla necessità e coincidente con Dio, che come sostanza unica è assolutamente libero
Gli uomini hanno reso imperfetto Dio facendolo agire per un fine, il Bene, a cui lui stesso sarebbe poi subordinato. Se invece ci convinciamo che volontà e intelletto, mente e corpo, sono in Lui la stessa cosa, cioè che la mente è un "modo" dell'attributo pensiero e il corpo un "modo" dell'attributo estensione - poiché pensiero ed estensione sono i due attributi dell'unica sostanza divina, anzi sono essi stessi la sostanza divina - allora, non essendo l'intelletto distinto dalla volontà, e quindi non essendoci libero arbitrio, nel senso di un intelletto che guidi liberamente la volontà, noi dobbiamo vivere nel mondo non cercando un fine e pensando di poterlo trovare liberamente, ma convincendoci che l'uomo è compartecipe della natura divina e quindi può vivere tranquillo e sereno «sopportando l'uno e l'altro volto della fortuna, giacché tutto segue dall'eterno decreto di Dio con la medesima necessità con cui dall'essenza del triangolo segue che i suoi tre angoli sono uguali a due retti... Non odiare, non disprezzare, non deridere, non adirarsi con nessuno, non invidiare in quanto negli altri come in te non c'è una libera volontà (tutto avviene perché così è stato deciso)»
Recuperando nell'ambito del suo pensiero la concezione cristiana, Leibniz contrappone quello che chiama il fato "maomettano" (riprendendo l'argomentazione di Cicerone del cosiddetto «ragionamento pigro» (ἀργὸς λόγος) secondo il quale se mi ammalo non vale chiamare il medico per curarmi poiché il corso della malattia è già scritto dal fato) al fato come lo intendevano gli stoici, che vedevano il corso degli eventi umani come una concatenazione di cause nella quale l'uomo poteva inserirsi liberamente realizzando la sua volontà secondo ragione. Il mondo infatti nella visione di Leibniz è un insieme ordinato nelle sue parti stabilito da Dio da sempre, ed è questa "armonia prestabilita" che rende possibile l'accordo tra la predeterminazione divina e la libertà. L'uomo cioè agisce liberamente integrandosi in un mondo dove ciascuno fa la sua parte, armonizzandosi con il tutto ordinato prestabilito da Dio.
Kant riporta la questione del fato nell'ambito di quelle leggi a priori che da sempre regolano la natura, per le quali «nulla avviene per un cieco caso (in mundo non datur casus)» e «nella natura non c'è necessità cieca, ma condizionata, quindi intelligibile (non datur fatum)»
Non esiste né il caso né il fato ma una necessità ipotetica, nel senso che si tratta semplicemente di effetti necessari conseguenti a precise cause secondo leggi che stabiliscono che tutto quello che accade «è determinato a priori nel fenomeno».
La libertà dell'uomo è invece incondizionata nell'agire morale, che ha come suo postulato ineliminabile la libertà del soggetto che nella descrizione della morale formale supera il determinismo naturale.
L'antico significato di fato è invece recuperato da Nietzsche con la dottrina di ispirazione stoica dell'"eterno ritorno" e dell'"amor fati" (letteralmente dal latino "amore per il fato, per il destino"), che caratterizzano la costituzione dell'oltreuomo, unico capace di accettare il senso di una vita che si ripete sempre uguale, e di esprimere la sua superiorità anche di fronte al fato, alla casualità dell'esistenza, che non gli impedirà di attuare gioiosamente, con l'entusiasmo che gli viene dallo spirito dionisiaco, la sua volontà di potenza.